# Adele von Stark
Adele von Stark (14. srpen 1859 Teplice – 10. září 1923 Vídeň) byla česko-rakouská malířka a designérka, specializovaná na práce s technikami emailu, výtvarná pedagožka a průkopnice specializovaného uměleckého vzdělávání žen.

## Život
Narodila se v Teplicích v dobře situované rodině vrchního finančního rady a celního ředitele Johanna von Stark (* 26. června 1813 Lermoos), který pocházel z Tyrolska. Adele pro své výtvarné zájmy rodinu brzy opustila a odjela do Vídně. Na Všeobecné škole kreslení ve Vídni byla žákyní Franze Pönningera a od roku 1878 tamtéž navštěvovala Uměleckoprůmyslovou školu (Kunstgewerbeschule), nejdříve u karla Hrachowiny. V letech 1879–1887 tam pokračovala v odborné škole pro malbu, kreslení a ornament u Fridricha Sturma a v letech 1898–1890 v ateliéru pro keramiku, dekoraci a malbu emailem u Hanse Machta.
Potom již soukromě vyučovala kresbu a malbu a zároveň byla činná jako samostatná umělkyně.
Podnikla četné studijní cesty do Německa, Švédska, Anglie, Francie a Itálie a pravidelně se účastnila mezinárodních výstav.
Po té, co roku 1896 neúspěšně žádala o povolení k založení školy kreslení pro ženy a dívky, veřejně kritizovala rakouské ministerstvo kultu a vyučování za nedostatečné umělecké vzdělávání žen. V roce 1897 navštěvovala zvláštní školu na vídeňské Uměleckoprůmyslové škole u Feliciana svobodného pána Myrbacha von Rheinfeld, který v roce 1902 požádal na ministerstvu o povolení zřídit samostatný ateliér pro práce s emailem (smaltem). V roce 1903 byla Adele von Stark jako jedna z prvních žen v tomto ateliéru jmenována provizorní učitelkou, s odpovědností za technické řízení. V roce 1914 byla jmenována profesorkou a tuto pozici zastávala až do své smrti v roce 1923. Mezi její žáky patřili Rudolf Kalvach, Felice Rix-Ueno, Mileva Roller, Anny Schröder-Ehrenfest, Franziska Zach a Mathilde Flögl.
Od roku 1908 do roku 1910 byla Stark členkou německého Werkbundu a zakládající členkou rakouského Werkbundu. Měla také úzké vztahy k dílnám Wiener Werkstätte.

## Dílo

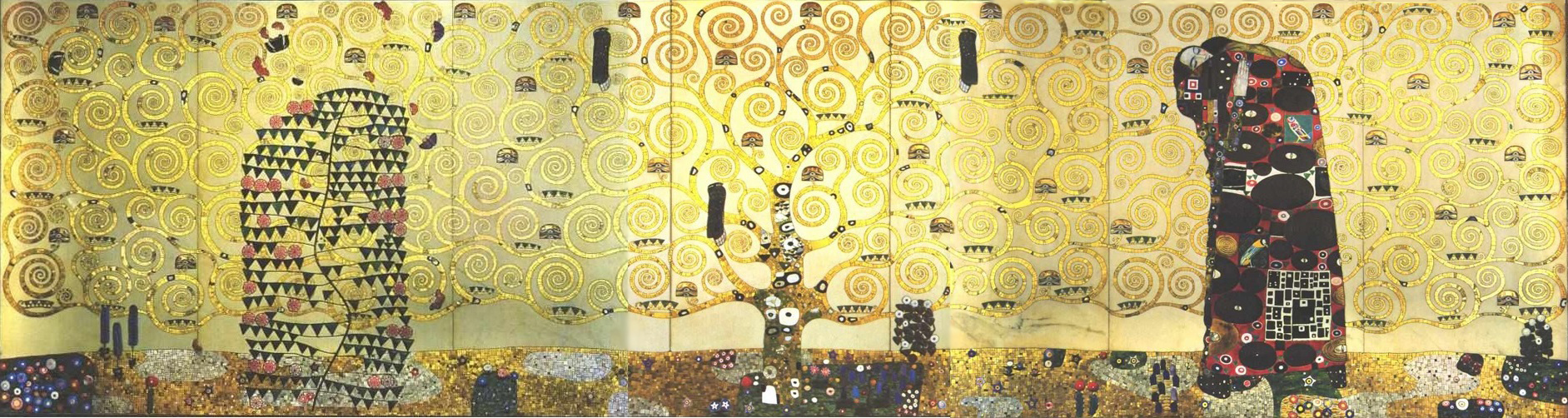
Vlys Stocletova paláce podle návrhu Gustava Klimta, 1905–1914

V rané tvorbě se zaměřila na umění emailu (smaltu). Pracovala hlavně s mědí a zlatem, od destiček a medailonů až po smaltovaný drát. Její zásluhou bylo oživení starých zlatnických technik, jako je jamkový email a přihrádkový email. Dále prováděla malovaný email a okenní vitráže.
Ve svých barevných, inovativních secesních a art deco produktech kombinovala moderní motivy s tradičními technikami. Zatímco v její rané tvorbě převládaly šperky, později se zaměřila i na nádobí, lampy, obrazy a monumentální reliéfy. Její styl se vyvíjel od secese přes art déco až k nové věcnosti. Náměty byli jak samotní lidé či zvířata, tak žánrové výjevy, krajiny a ornamenty.
- V letech 1905–1911 realizovala podle návrhu Gustava Klimta a za spolupráce Leopoldine Königové smaltovaný vlys monumentálních rozměrů 200 x 730 centimetrů na stěnách jídelny Stocletova paláce v Bruselu. Poprvé použila v takto rozměrné mozaice techniku emailu na kovu. Vlys je složen z bronzových desek o tloušťce 2 centimetry, zdobených stříbrem, zlatem, platinou a pestrými barvami.
- Početný soubor jejího nádobí, šperků i grafických návrhů má Uměleckoprůmyslové muzeum ve Vídni.